# نيشان خوسيه مارتي
نيشان خوسيه مارتي (بالإنجليزية: Order of José Martí)‏‏ هو وسام الدولة يُمنح من قبل كوبا. تأسس في 2 ديسمبر 1972. سُميَ نسبةً إلى خوسيه مارتي.